# Straßberg (Gerstungen)
Der Straßberg ist eine 258,1 m ü. NHN hohe Erhebung und befindet sich in der Gemarkung der Gemeinde Gerstungen im Wartburgkreis in Thüringen.
Der Name erinnert an eine ehemalige spätmittelalterliche Warte. Sie stand am Eingang des Kohlbachtales und hatte Sichtkontakt zur Gerstunger Burg. Auf dem nach Südosten sanft abfallenden Hang liegt die mittelalterliche Wüstung Steinau. Sie ist auch durch die Sage vom Mühlvaltenstein bekannt. Heute wird der Straßberg landwirtschaftlich genutzt.